# Castell de Santa Perpètua
El Castell de Santa Perpètua és un castell al capdamunt del nucli de Santa Perpètua de Gaià (localitat al terme de Pontils, la Conca de Barberà) declarat bé cultural d'interès nacional. Documentat a partir de l'any 976, en queden les restes de la torre triangular a dalt d'un cingle que domina la vall i el poble de Santa Perpètua. Formava part de la línia de frontera del Comtat de Barcelona.

## Història
A finals del segle X era d'Arnulf I de la família dels Cervelló. Les primeres mencions documentals daten del segle X quan s'esmenta com a afrontació dels termes de la Roqueta (960) i Queralt (975). A l'inici del segle xi pertany a Sal·la, net d'un altre Sal·la, fundador de Sant Benet de Bages, descendent dels vescomtes de Conflent i destacat repoblador al Bages i l'Anoia a mitjans del segle x.
Fou destruït per Almansor i reconstruït l'any 1012. L'any 1012, a l'altar de l'església de Santa Susanna se celebra un judici pel Castell de Selmella que enfronta l'esmentat Sal·la i el seu oncle Borrell, bisbe de Vic, amb Hug de Cervelló, senyor de Montagut i fill d'Ansulf de Gurb. Un any més tard, el 1013, Sal·la feu una falsa venda al seu oncle Borrell, del castell i terme de Santa Perpètua, ja que el castell resta sota el seu domini fins a mitjan segle xi.
En aquesta època els comtes de Barcelona, en el context històric de recuperació de poder enfront de la noblesa, mostren un considerable interès per posseir Santa Perpètua. De l'any 1053 data la convinença entre Ramon Berenguer I i Alemany Hug, fill d'Hug de Cervelló; si ell, junt amb Siscarda, la seva muller, poden obtenir el castell pel comte, aquest els el donaria en feu, tot i que s'hi reservaria el dret d'estatge. Són però els Gurb-Queralt, senyors del castell de Queralt, els qui en mantenen el domini. El 1072, Bernat Bernat, fill cabaler de Bernat Sendret de Gurb-Queralt, ven al comte Ramon Berenguer I el castell de Santa Perpètua, el qual afirma que li ha pervingut per raó dels seus pares. El testament del comte Ramon Berenguer I menciona de forma expressa el castell.
L'any 1089 s'estableix un altre conveni entre els Cervelló i els comtes de Barcelona, Guerau Alemany (III) de Cervelló fa un préstec al comte Berenguer Ramon de set mil ducats d'or de València destinat a empreses bèl·liques contra els sarraïns, mitjançant l'empenyorament del castell de Santa Perpètua.
Ben aviat, a principis del segle xii, els comtes cedeixen el castell en feu als Cervelló. La butlla papal de 1154 incorpora les esglésies de Santa Perpètua als béns de l'Arquebisbat de Tarragona, que pren considerables dimensions després de la seva restauració (1118). Guillem de Montagut, fill de Guerau Alemany (IV) de Cervelló, posseeix també drets a Santa Perpètua i en el seu testament datat l'any 1168 els cedeix al seu fill Guillem.

## Arquitectura

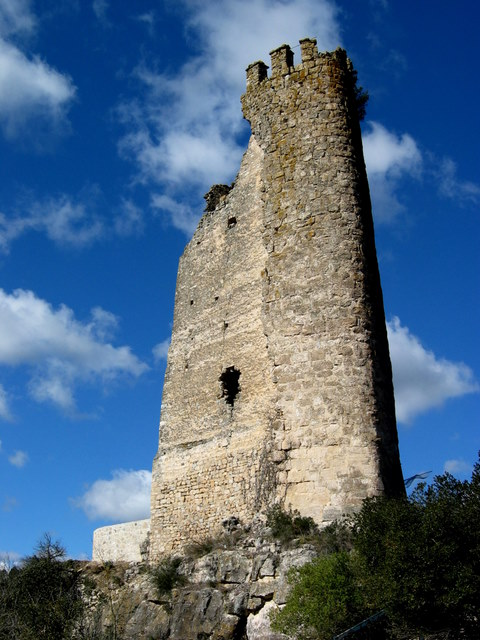
Vista de la torre

Es tracta d'una fortificació de dimensions considerables d'uns 65 m de llargada i 17 m d'amplada, constituïda per un recinte emmurallat de planta allargada i irregular, a l'interior del qual destaquen dos elements: la torre i la sala o aula, situats respectivament en els extrems est i oest del perímetre.
Conserva una alta torre emmerletada, amb l'interior triangular, la porta i els murs al costat de l'antiga parròquia de Santa Maria. La torre és d'un valor patrimonial inqüestionable per tractar-se d'un dels exemples més peculiars de l'arquitectura militar preromànica de Catalunya. Construïda durant el segle x presenta una planta triangular amb els angles roms. Els dos costats més llargs foren recoberts amb un folre, bastit amb carreus, que es construí amb posterioritat per fer-los menys vulnerables. La torre tenia quatre pisos, el més alt del qual defensat amb merlets. L'accés es feia a través del primer pis mitjançant una porta adovellada de mig punt amb llinda de fusta. Té forma triangular amb punta ovalada d'uns 25 m d'alçada i amb restes d'una reconstrucció posterior.
A l'extrem occidental i ja sobre el cingle abocat al Gaià se situen les restes d'un recinte de planta rectangular que podria haver funcionat com una aula o gran sala.